# 尼尔斯·佩尔松
尼尔斯·佩尔松（瑞典語：Nils Persson，1879年2月11日—1941年2月4日），瑞典前男子帆船运动员。他曾代表瑞典参加1912年夏季奥林匹克运动会帆船比赛，获得12米级银牌。